# Jałowski Rezerwat Biologiczny
Republikański Jałowski Rezerwat Biologiczny (biał. Біялагічны заказнік рэспубліканскага значэння «Ялоўскі»; ros. Республиканский биологический заказник «Еловский») – rezerwat biologiczny położony na Białorusi, chroniący obszar bagienny z rosnącą na nim żurawiną.
Nazwa pochodzi od pobliskiej wsi Jałowa.

## Położenie
Rezerwat położony jest na południowym skraju rejonu hancewickiego.

## Historia
Jałowski Rezerwat Biologiczny utworzono uchwałą Rady Ministrów Białoruskiej SRR z 16 sierpnia 1979. Obecną podstawą prawną jego funkcjonowania jest dekret Rady Ministrów Republiki Białorusi nr 1833 z dnia 27 grudnia 2007.

## Biotopy i hydrologia
Teren rezerwatu to w ok. 80% kompleks leśno-bagienny i bagna. W 50% porośnięty jest lasem. Występują tu torfowiska. Fitocenoza głównie brzozowo-sosnowa, ale występują także inne związane ze środowiskiem bagiennym.
Na terytorium rezerwatu znajdują się dwa jeziora: Jezioro Pokamerskie Wielkie i Jezioro Pokamerskie Małe. Przebiega przez niego Kanał Korytyński.

## Fauna i flora

### Fauna
Fauna w Jałowskim Rezerwacie Biologicznym jest zróżnicowana. Występują tu gatunki wpisane do Czerwonej Księgi Białorusi. Odnotowano tu m.in. gatunki takie jak: puchacz zwyczajny, rycyk, bielik, puszczyk mszarny, zimorodek zwyczajny, dzięcioł białogrzbiety i bóbr europejski.

### Flora
Na terenie rezerwatu stwierdzono występowanie m.in. będącej tu jedynym gatunkiem rzadkim rosiczki pośredniej czy licznie występującej żurawiny błotnej. Rosną tu także przedstawiciele rodzaju bagno i rodziny wrzosowatych.
W środowisku wodnym występują: grążel żółty, grzybienie białe i rdestnica pływająca.
Z drzew i krzewów występują m.in. sosna, brzoza omszona, brzoza brodawkowata, topola osika, wierzba i olsza czarna.

## Działalność człowieka
Na terenie rezerwatu na skalę przemysłową pozyskiwana jest żurawina, zarówno przez miejscową ludność jak i przyjezdnych. W sezonie zbiera się od 75 do 120 ton tych owoców. Innymi działalnościami ludzkimi na nim prowadzonymi są turystyka i łowiectwo. Ze względu na dużą podmokłość i niedostępność terenu jego użytkowanie jest utrudnione.